# Kamenicë
Kamenica (in albanese Kamenicë; in serbo Косовска Каменица?, Kosovska Kamenica) è una città del Kosovo orientale, nel distretto di Gjilan.

## Geografia antropica

### Suddivisioni amministrative
La municipalità si divide nei seguenti villaggi:
Ajnovce, Berivojce, Blato, Boževce, Boljevce, Bosce, Bratilovce, Busovata, Bušince, Vaganeš, Veliko Ropotovo, Veljeglava, Vrućevce, Glogovce, Gmince, Gogolovce, Gornja Šipašnica, Gornje Karačevo, Gornje Korminjane, Građenik, Grizime, Daždince, Dajkovce, Desivojce, Domorovce, Donja Šipašnica, Donje Karačevo, Donje Korminjane, Drenovce, Đuriševce, Žuja, Zajčevce, Kololeč, Koprivnica, Koretin, Kosovska Kamenica, Kostadince, Krajnidel, Kremenata, Kriljevo, Lisocka, Ljajčić, Lještar, Malo Ropotovo, Marovce, Mešina, Miganovce, Močare, Mučivrce, Novo Selo, Ogošte, Odanovce, Odevce, Oraovica, Pančelo, Petrovce, Polička, Rajanovce, Ranilug, Robovac, Rogačica, Svirce, Sedlare, Strezovce, Strelica, Tirince, Tomance, Toponica, Trstena, Tuđevce, Firićeja, Carevce, Čarakovce e Šaić.

## Società

### Evoluzione demografica
| Composizione etnica |          |   |       |   |        |   |          |   |      |   |         |   |          |   |        |   |        |
| Anno/Etnia          | Albanesi | % | Serbi | % | Turchi | % | Bosniaci | % | Roma | % | Ashkali | % | Egiziani | % | Gorani | % | Totale |
| 2013                | 34 186   |   | 1 629 |   | 5      |   | 9        |   | 240  |   | 0       |   | 0        |   | 29     |   | 36 085 |